# George Rochberg
George Rochberg (* 5. Juli 1918 in Paterson, New Jersey; † 29. Mai 2005 in Philadelphia, Pennsylvania) war ein US-amerikanischer Komponist.

## Leben
Rochberg wurde als Kind ukrainischer Emigranten geboren. Er studierte von 1939 bis 1942 an der Mannes Music School in New York, dort unter anderem bei George Szell, Hans Weisse und Leopold Mannes. Als Soldat wurde er im Zweiten Weltkrieg in der Normandie verwundet, konnte aber seine Studien von 1945 bis 1949 am Curtis Institute of Music bei Rosario Scalero und der University of Pennsylvania fortsetzen. Später lehrte er selbst am Curtis Institute of Music, war als Musikverleger tätig und 1960 bis 1968 Präsident des Music Departments der University of Pennsylvania. 1979 bis 1983 lehrte er als Annenberg Professor of the Humanities. 1985 wurde er in die American Academy of Arts and Letters und 1986 in die American Academy of Arts and Sciences gewählt. Rochberg starb am 29. Mai 2005 im Bryn Mawr Hospital, Philadelphia.

## Werk
Rochberg schrieb unter anderem sechs Sinfonien (die sechste wurde 1987 durch Lorin Maazel uraufgeführt, eine 7. Sinfonie blieb unvollendet), Konzerte für Violine (1974), Oboe (1984) und Klarinette (1996) sowie Kammermusik in unterschiedlicher Besetzung (von den sieben Streichquartetten erlangte das 1978 entstandene Quartett Nr. 6 mit Variationen über den Kanon D-Dur von Johann Pachelbel größeren Bekanntheitsgrad). Für Blasorchester komponierte er 1964 Apocalyptica for Wind Ensemble, 1965 Black Sounds for Winds and Percussion und 1968 Fanfares for Massed Trumpets, Horns and Trombones. Dem Beaux Arts Trio widmete er sein 2. Klaviertrio (1985).
Seine zunächst serielle Schreibweise gab er nach 1963 auf. Seitdem waren seine komplexen, zuweilen pathetischen Werke durch ein Spannungsfeld Tonalität – Atonalität bestimmt, in dem tonale Episoden oft überwiegen. Die Abwendung vom Serialismus löste in Kollegenkreisen heftige Kontroversen aus. Rochberg selbst verglich Atonalität mit abstrakter und Tonalität mit gegenständlicher Kunst und sah seine künstlerische Entwicklung in Analogie zu der des amerikanischen Malers Philip Guston. Seine Musiksprache charakterisierte er selbst einmal als „eine Welt, in der sich alles auf einmal ereignet“.